# Рісті (волость)
Рі́сті (ест. Risti vald) — колишня волость в Естонії у складі повіту Ляенемаа.

## Географічні дані
Площа волості — 167,8 км2, чисельність населення на 1 січня 2013 року становила 821 особу.

## Населені пункти
Адміністративний центр — селище Рісті (Risti alevik).
До складу волості ще входили 4 села (küla):
Куййие (Kuijõe), Пійрсалу (Piirsalu), Риума (Rõuma), Яакна (Jaakna).

## Історія
20 лютого 1992 року Рістіська сільська рада була перетворена на волость Рісті.
27 жовтня 2013 року волость Рісті була об'єднана з волостями Ору й Таебла, утворивши новий сільський муніципалітет — волость Ляене-Ніґула.